# Aerangis bouarensis
Aerangis bouarensis är en orkidéart som beskrevs av Guy Robert Chiron. 
Aerangis bouarensis ingår i släktet Aerangis och familjen orkidéer. Inga underarter finns listade i Catalogue of Life.